# Lärkspringhöna
Lärkspringhöna (Ortyxelos meiffrenii) är en afrikansk fågel i familjen springhöns inom ordningen vadarfåglar.

## Kännetecken

### Utseende
Lärkspringhönan är en liten marklevande fågel, endast tio till 13 centimeter lång, som ser lite ut som en miniatyrökenlöpare. Jämfört med andra springhöns har den längre vingar och stjärt. Ovansidan är sandrostfärgad och undersidan huvudsakligen vitaktig. I flykten syns ett karakteristiskt mönster på vingarna där vita handtäckare kontrasterar med svarta vitspetsade vingpennorna och formar ett distinkt diagonalt band på ovansidan av vingen. Honor är något mörkare än hanar, medan ungfåglar är blekare.

### Läten
Lärkspringhönan låter höra en mjuk och mörk vissling.

## Utbredning och systematik
Lärkspringhöna placeras som enda art i släktet Ortyxelos. Fågeln förekommer i Sahel i Afrika söder om Sahara, från södra Mauretanien och Senegal österut till norra Kamerun södra Tchad och Sudan och diskontinuerligt genom södra Etiopien, nordöstra Uganda, norra och nordöstra Kenya och nordöstra Tanzania, med en isolerad population i södra Ghana och möjligen på andra platser i Västafrika. Den behandlas som monotypisk, det vill säga att den inte delas in i några underarter.

## Levnadssätt
Lärkspringhönan påträffas vanligtvis enstaka eller i par i torra gräsmarker och törnbuskmarker. Den trycker länge och flyger upp först när man är nära att trampa på den, då med en ryckig böljande flykt något lik en lärka, därav namnet. Den häckar under torrperioden och rör sig norrut innan regnsäsongen kommer. Den tenderar att vara mer aktiv nattetid och ljuder en låg vissling som när vinden blåser genom ett rör under nätter med månsken.

## Status och hot
Arten har ett stort utbredningsområde och en stor population med okänd utveckling. Utifrån dessa kriterier kategoriserar IUCN arten som livskraftig (LC).

## Namn
Fågelns vetenskapliga artnamn hedrar Guillaume Michel Jérôme Meiffren-Laugier Baron de Chartrouse (1772-1843), fransk politiker, ornitolog, botaniker, antikvarie och samlare.